# Цветок (фильм, 2006)
«Цветок» (яп. 花よりもなほ хана ёри мо нахо, англ. Hana: the Tale of a Reluctant Samurai) — кинофильм режиссёра Хирокадзу Корээды, вышедший на экраны в 2006 году. Лента принимала участие в конкурсной программе кинофестиваля в Сан-Себастьяне, а также получила номинацию на премию Asian Film Awards в категории «лучшая актриса» (Риэ Миядзава).

## Сюжет
Действие происходит в Эдо в 1702 году. Город наполнен безработными самураями-неудачниками. Один из них, молодой Содза-сан, уже три года тщетно разыскивает убийцу своего отца, которому он должен непременно отомстить. Только после этого сможет он рассчитывать на достойную долю от богатств клана. Деньги давно закончились, так что Содза живёт в трущобах, в окружении простого люда, который не прочь посмеяться над нерадивыми ронинами. Робкий Содза далёк от всякой агрессии, предпочитая обучать местных детей основам письма и счёта; одновременно начинают развиваться его отношения с молодой вдовой, проживающей здесь с восьмилетним сыном. Однажды он встречает на улице своего врага, которого так долго разыскивал, однако так и не решается вступить с ним в схватку: для Содзы, слабо владеющего мечом, это было бы сродни самоубийству. Теперь он должен выбрать, как поступить в этой ситуации.

## В ролях
- Дзюнъити Окада — Аоки Содзаэмон (Содза-сан)
- Риэ Миядзава — Осаэ
- Арата Фурута — Садасиро
- Дзюн Кинамура — Исэкан
- Кацуо Накамура — Сигэхати
- Таданобу Асано — Дзюбэй Канадзава
- Ёсио Харада — Дзюнай Онодэра
- Тэруюки Кагава — Дзиродзаэмон Хирано
- Томоко Табата — Онобу
- Сусуму Тэрадзима — Китиэмон Тэрасака